# Snålskjutsproblem
Snålskjutsproblem (en: free-rider problem) är ett begrepp inom ekonomisk teori, som handlar om när en person som är med och nyttjar resurser och kollektiva nyttor inte bidrar till att betala för dem, och är en typ av marknadsmisslyckande. Då kostnaden inte betalas för användande av resurser kan detta leda till underutbud, överutnyttjande och slitage. En frågeställning inom sociologin är hur man minimerar förekomsten av problemet och dess negativa effekter.